# Ciné-presse

Ciné-presse est un magazine belge à destination de la corporation cinématographique. Il paraît de 1955 à 1980, initialement avec une périodicité hebdomadaire, puis bimensuelle et enfin mensuelle.